# Bartramidula dispersa
Bartramidula dispersa är en bladmossart som beskrevs av Jules Cardot och Potier de la Varde 1923. Bartramidula dispersa ingår i släktet Bartramidula och familjen Bartramiaceae. Inga underarter finns listade i Catalogue of Life.